# Love Somebody
Love Somebody är en låt från 1984, gjord av rock- och popartisten Rick Springfield. Låten var dessutom med i filmen "Hard To Hold" från 1984, där albumet fick samma titel.